# Ахтерпик
Ахтерпик (от руски: ахтерпик, на нидерландски: achterpiek) е помещение в кърмовата част на плавателен съд. Последният кърмови отсек на кораба, който завършва с ахтерхщевена.
На съвременните морски кораби ахтерпик се нарича последният баластен танк (цистерна), който е в кърмовата част (англ,: afterpeak tank). В зависимост от размерите на кораба и неговото устройство, там могат да бъдат разположени повече от един ахтерпик танка – напр.: ляв, централен и десен.
Съответно в носовата част на кораба, първият баластен танк се нарича форпик.